# Dipseudopsis scissa
Dipseudopsis scissa là một loài Trichoptera trong họ Dipseudopsidae. Chúng phân bố ở vùng nhiệt đới châu Phi.